# Mary Ellen Christian
Mary Ellen Christian (* 1848 in Kanada; † 1941) war eine australische Sängerin (Alt) und Gesangslehrerin.

## Leben
Christian wuchs im englischen Woolwich auf und sang dort im Chor der St Mary Magdalene Church of England. 1866 ging sie als Stipendiatin an die Londoner Royal Academy of Music und studierte dort Gesang bei Manuel Patricio Rodríguez García. Nach der Ausbildung begann sie eine Laufbahn als Sängerin und ging 1871 nach Australien. In Melbourne sang sie in der Philharmonic Society und der Melbourne German Liedertafel Association und gründete die Christian Concert Company. Mit der Gruppe, die von Robert Sparrow Smythe gemanagt wurde, reiste sie durch Australien.
Mit Smythe, der 1881 die Sängerin Amelia Bailey heiratete, hatte sie einen unehelichen Sohn, der 1874 geboren wurde. 1875 nahm sie ihre Konzerttätigkeit wieder auf. Sie hatte eine Reihe von Auftritten in Neuseeland und gab Gesangsunterricht am Presbyterian Ladies' College in Melbourne; in dieser Zeit unterrichtete sie auch Nellie Melba. 1879 und 1881 unternahm sie mit ihrer Schwester, der Pianistin Emely Christian, Konzertreisen durch England. Ab 1884 lebte sie mit ihrer Schwester wieder in Australien und gab mit ihr Konzerte in Melbourne, Hobart und Neuseeland. Mit dem englischen Bariton Charles Santley trat sie 1889 in der Sydney Town Hall auf.
1894 beendete Christian ihre Laufbahn als Sängerin und trat als Schwester Mary Paul of the Cross in die Kongregation der Sisters of Charity in Sydney ein. Als Sister Mary Paul of the Cross begann sie 1895 am St Vincent's College zu unterrichten. Sie machte das College zu einem Prüfungszentrum des Royal College of Music und der einzigen Schule in New South Wales, die offizielle Musikexamina abnahm. 1897 gründete sie eine eigene Musikschule, die seit 1905 als Garcia School bekannt war. An beiden Institutionen unterrichtete sie bis zu ihrem Tod 1941.